# 黄中 (1915年)
黄中（1915年—1996年2月15日），原名黄耀中，男，满族，奉天凤城（今辽宁岫岩）人，中国体育活动家，奥林匹克勋章获得者，曾任国家体委副主任，中国武术协会主席。